# Trichocerca harveyensis
Trichocerca harveyensis är en hjuldjursart som beskrevs av Myers 1942. Trichocerca harveyensis ingår i släktet Trichocerca och familjen Trichocercidae. Inga underarter finns listade i Catalogue of Life.